# Udankudi
Udankudi är en ort i Indien.   Den ligger i distriktet Thoothukkudi och delstaten Tamil Nadu, i den södra delen av landet, 2 200 km söder om huvudstaden New Delhi. Udankudi ligger 12 meter över havet och antalet invånare är 19 008.
Terrängen runt Udankudi är mycket platt. Havet är nära Udankudi åt sydost.  Närmaste större samhälle är Kayalpattinam, 18,6 km nordost om Udankudi. Omgivningarna runt Udankudi är en mosaik av jordbruksmark och naturlig växtlighet.